# العنصرية في الشرق الأوسط
العنصرية في الشرق الأوسط مصطلح يشير إلى مظاهر عنصرية بمنطقة الشرق الأوسط. والعنصرية لا تختص بمكان أو زمان، وبالرغم من إدانتها من أغلب دول العالم حيث وقعت 170 دولة على الاتفاقية الدولية للقضاء على جميع أشكال التمييز العنصري إلا أنه يمكن القول بأنها توجد بأشكال مختلفة في كل بلد على ظهر الأرض.
وتختلف أشكال العنصرية من مكان لآخر وفق أسباب تاريخية أو ثقافية أو دينية أو اقتصادية.
ويمكن تعريف العنصرية بطرق مختلفة، لكن يتفق الجميع على أن العنصرية هي شعور يبديه الشخص تجاه شخص أو فئة معينة من الناس على أساس انتمائهم العرقي أو الديني أو الإثني وكثيرا ما يكون هذا الشعور مصحوبا بكره أو عداء. ويمكن أن يمتد ذلك الشعور إلى أبعد من ذلك فيصل إلى تعامل أو تصرفات عنصرية، كاستعمال العنف أو الإكراه أو المنع من حق ما.

## تاريخ العنصرية في الشرق الأوسط
لقد وجدت العنصرية منذ قديم الأزل وتتواجد بكل مكان. وفي منطقة الشرق الأوسط كانت العنصرية موجودة في فترة ما قبل الإسلام (الجاهلية) حيث كانت العنصرية القبلية موجودة بين العرب وظهرت على صورة الحروب والصراعات القبلية والقصائد الشعرية المعادية. كما كان هناك عنصرية تجاه غير العرب والسود وقد تم استعباد الكثير من السود ومنهم بلال بن رباح الذي صار أول مؤذن في الإسلام. جاء الإسلام لينهي تلك العصبيات القبلية حيث شجبها النبي محمد وحث العرب على تركها حيث قال في أحد الأحاديث: «دعوها فإنها منتنة» في إشارة إلى العصبية القبلية، وفي حديث آخر «الناس سواسية كأسنان المشط» ولكن ذلك لم ينهِ العنصرية بشكل كامل حيث استمرت المشاعر العنصرية لدى الكثير من القبائل والتي لا تزال مستمرة حتى الآن.

## العنصرية في الشرق الأوسط الحديث
لم تقتصر العنصرية على أساس الانتماء القبلي ولكن طالت الانتماء الديني، حيث يوجد عنصرية تجاه الأشخاص على أساس انتمائهم الديني؛ فمثلا تستمر العنصرية بين أتباع المذهب السني والمذهب الشيعي والتي قد تصل إلى صور مدمرة كتفجير المساجد أو القتل أو التنكيل أو المنع من حق ما كالعمل أو اعتلاء منصب ما.
أيضا هناك عنصرية تجاه الأقليات الدينية كالمسيحية واليهودية والمندائية وغيرها. تلك عنصرية أيضا غالبا ما تكون على عدة صور كاستعمال العنف أو الإكراه أو المنع من حق ما كالتصويت أو اعتلاء منصب ما.

## العنصرية في الدول العربية
توجد مظاهر للعنصرية في دول الخليج العربي تجاه العمال من الدول الفقيرة وخصوصا الهند وباكستان وبنغلاديش والفلبين وأندونسيا، حيث يجد العمال من تلك الدول عنصرية من بعض المواطنين الخليجيين، وتأخذ تلك العنصرية عدة أوجه كاستعمال العنف أو حجز جوازات السفر أو عدم دفع المرتبات أو تأخيرها وقد تصل حتى إلى القتل أو الاستعباد.

### الأردن
كان الأردن يعرف سابقاً بالضفة الشرقية (لنهر الأردن) خلافا للضفة الغربية والتي هي فلسطين. ولكن منذ قيام دولة إسرائيل عام 1948، وعلى إثر الحرب العربية الاسرائيلية عام 1948، وحرب عام 1967. اضطر العديد من الفلسطينيين إلى مغادرة بلادهم إلى الأردن. يتمتع معظمهم بالمواطنة الأردنية الكاملة. وبلغ عددهم بحلول نهاية عام 2016 نحو 2,175,491. تنامت مشاعر العنصرية بين الأردنيين والفلسطينيين بعد أحداث أيلول الأسود التي هددت الحكم الهاشمي. تجاوز الشعبان بشكل كبير تلك الأحداث حيث يرتبطون بالدم نتيجة المصاهرة ويجمعهم المصير المشترك. بيد أن مشاعر العنصرية تظهر أحياناً في ملاعب كرة القدم؛ حيث يميل معظم الأردنيين إلى تشجيع فريق الفيصلي، في حين يشجع معظم الفلسطينيين فريق الوحدات. وتظهر أحياناً في الملاعب أعمال شغب وتبادل للشتائم العنصرية.

### العراق
خلال الحرب العالمية الثانية لام رشيد عالي الكيلاني البريطانيين بسبب عدائهم لسياسته المناوئه للنازية ضد المجتمع اليهودي العراقي . في عالم 1941 قام العراقيين الوطنيين بقتل 200 يهودي في بغداد خلال البوغروم.
بعد الحرب العربية الإسرائيلية في عام 1948 زاد اضطهاد اليهود العراقيين لدرجة أنه في عام 1951 إضطر حوالي 100,000 منهم إلى مغادرة البلاد وفقدان جميع ممتلكاتهم المصادرة.
خلال العامين 1987 1988 قامت القوات العراقية تحت حكم صدام حسين بارتكاب مجازر بحق الأكراد حيث قتل المئات من الآلاف في ما يعرف بحملة الأنفال.
تشير تقارير الأمم المتحدة أن المسيحيون يشكلون ما يقارب 5 في المئة من مجموع سكان البلاد وأنهم يشكلون مايقارب الأربعين بالمئة من النازحين العراقيين. و لقد غادر أكثر من 50 منهم البلاد إبان حرب العراق عام 2003.
في بداية الثمانينيات كان عدد المسيحيين في العراق يبلغ 1.4 مليون ولكن إضطر الكثير منهم إلى مغادرة البلاد نتيجة تنامي العداء تجاههم بسبب الغزو الأمريكي؛ وقد نقص عدد المسيحيين إلى 500,000 حيث يعيش 250,000 منهم في بغداد.
أيضا لم يسلم المندائيون واليزيديين من الاضطهاد العنصري الذي يجري بحقهم من قبل المتطرفين الإسلاميين.
في 25 مايو من عام 2007 ذكر تقرير أنه تم إعطاء حق اللجوء للولايات المتحدة إلى 69 شخص في فترة سبعة أشهر.

### لبنان
اتُهِمَت الحكومة اللبنانية بممارسة تمييز عنصري بحق السكان الفلسطينيين. وفقا لهيومن رايتس ووتش أصدر البرلمان اللبناني قانون يمنع الفلسطينيين حق التملك والذي كان الأخيرون يتمتعون به منذ عقود. إضافة إلى ذلك يقيد القانون حق عمل الفلسطينيين في كثير من المجالات. في عام 2005 تم إلغاء قانون يمنع الفلسطينيين من تقلد مناصب مكتبية وتقنية ؛ و لكن يظل ما يزيد عن 20 مهنة رفيعة المستوى محظورة على الفلسطينيين. استفاد عدد قليل من الفلسطينيين من الإصلاحات التي تمت في عام 2005 و في عام 2009 منح فقط 261 فلسطيني من أصل 145,679 متقدم غير لبناني تصريحات عمل. تقول منظمات المجتمع المدني أن كثيرمن الفلسطينيين يرفض التقديم على تصريح عمل بسبب عدم مقدرتهم على دفع الرسوم ولايرون فائدة في ذلك بسبب منع القانون اللبناني منح مزايا الضمان الاجتماعي لهم." في عام 2010 منح الفلسطنيون نفس الحقوق الممنوحة للعمال الأجانب.

### إسرائيل والأراضي الفلسطينية
في 22 فبراير من عام 2007 نظرت لجنة الأمم المتحدة للقضاء على التمييز العنصري تقرير مقدم من إسرائيل تحت البند التاسع من الاتفاقية الدولية للقضاء على جميع أشكال التمييز العنصري. ينص التقرير على أن إسرائيل تمنع التمييز على أساس عرقي وأن دولة إسرائيل تشجب جميع أشكال التمييز العنصري وأن حكومتها تحافظ على سياسة ثابته تحظر مثل هذا التمييز.
تم الطعن في صحة هذا التقرير من قبل العديد من التقارير التي قدمت إلى اللجنة المختصة وخصوصا التقارير الصادرة من الدول ذات أغلبية عربية ومسلمة. تدعي جمعية حقوق المواطن في إسرائيل أن إسرائيل تقوم ب«ممارسات التخطيط التمييزية».
تدعي عدالة (المركز القانوني لحقوق الأقلية في إسرائيل) أن دولة إسرائيل تنتهج سياسات الأراضي والإسكان التمييزية ضد المواطنين الفلسطينيين وأنه يتم تجاهل احتياجات المواطنين الفلسطينيين بشكل ممنهج؛ وأشار التقرير المشترك المقدم من 19 منظمة غير حكومية إسرائيلية وفلسطينية ودولية إلى قوانين ومؤسسات الدولة التي تجرد السكان الفلسطينيين والسوريين الأصليين.